# Scharnegoutum
Scharnegoutum est un village de la commune néerlandaise de Súdwest Fryslân, dans la province de Frise. Son nom en frison est Skearnegoutum.

## Géographie
Le village est situé dans l'ouest de la Frise, à 2 km au nord de la ville de Sneek.

## Histoire
Scharnegoutum fait partie de la commune de Wymbritseradiel jusqu'au 1er janvier 2011, où celle-ci est supprimée et fusionnée avec Bolsward, Nijefurd, Sneek et Wûnseradiel pour former la nouvelle commune de Súdwest-Fryslân.

## Démographie
Le 1er janvier 2017, le village comptait 1 660 habitants.